# Ваня на 42-й улице
«Ваня на 42-й улице» (англ. Vanya on 42nd Street) — кинофильм Луи Маля.

## Сюжет
Актёры захудалого театра на 42-й улице Нью-Йорка репетируют классическую пьесу Чехова «Дядя Ваня». Пьеса идёт последовательно, действие за действием, с небольшими перерывами, чтобы заменить реквизит и передохнуть. Недостаток костюмов, настоящей бутафории и декораций вскоре забывается.

## В ролях
- Фиби Брэнд — няня
- Линн Коэн — матушка
- Джордж Гейнс — профессор Серебряков
- Джерри Майер — «Вафля»
- Джулианна Мур — Елена
- Ларри Пайн — доктор Астров
- Брук Смит — Соня
- Уоллес Шон — дядя Ваня
- Андре Грегори — в роли самого себя
- Мадхур Джеффри — мистер Чао